# Eleonora Brown
Eleonora Brown (n. 22 august 1948, Napoli, Italia) este o actriță italiană de film. Printre cele mai cunoscute filme în care a jucat, se numără Ciociara,  Inimă nebună... nebună de legat, Tigrul.

## Biografie
Fiica unui tată american și a unei mame italiene, a fost descoperită pe când avea unsprezece ani de regizorul Vittorio de Sica, care a distribuit-o în filmul Ciociara în rolul fiicei protagonistei Cesira interpretată de Sophia Loren, film premiat cu Oscar. De Sica a distribuit-o de asemenea și în filmul Judecata de apoi (1961). După câțiva ani, a mai interpretat rolul unei adolescente în melodrama Amore mio. Între anii 1966 și 1968 talentata actriță a primit roluri în filme de duzină nepretențioase. Nemulțumită de astfel de roluri, a părăsit domeniul cinematografiei, dedicându-se studiului. În anul 1982 a absolvit studiile la Università John Cabot din Roma. Eleonora Brown a rămas în contact cu cinematografia doar prin sincronizările de voce facute pentru filme.

## Filmografie selectivă
- 1960 Ciociara (La Ciociara), regia: Vittorio De Sica
- 1961 Judecata de apoi (Il giudizio universale), regia: Vittorio De Sica
- 1964 Dragostea mea (Amore mio), regia: Raffaello Matarazzo
- 1966 La battaglia dei mods, regia: Franco Montemurro
- 1967 Tigrul (Il tigre), regia: Dino Risi
- 1967 Inimă nebună... nebună de legat (Cuore matto... matto da legare), regia: Mario Amendola
- 1967 The Sailor from Gibraltar, regia: Tony Richardson
- 1968 Quindici forche per un assassino, regia: Nunzio Malasomma
- 1968 Sentenza di morte, regia: Mario Lanfranchi
- 1968 Nude... si muore, regia: Antonio Margheriti